# Opaline
Opaline è il terzo album in studio dei Dishwalla, pubblicato il 23 aprile 2002 dalla Immergent Records.

## Tracce
1. Opaline
2. Angels or Devils
3. Somewhere in the Middle
4. Every Little Thing
5. When Morning Comes
6. Home
7. Today, Tonight
8. Mad Life
9. Candleburn
10. Nashville Skyline
11. Drawn Out